# 洛阳交运集团
洛阳交通运输集团有限公司（简称洛阳交运）是一家成立于河南省洛阳市的一間交通运输企业，目前承担洛阳市七县（伊川县，宜阳县，新安县，嵩县，栾川县，洛宁县，汝阳县）二区（偃师区，孟津区）的交通运输工作以及长途客运，旅游运输等。

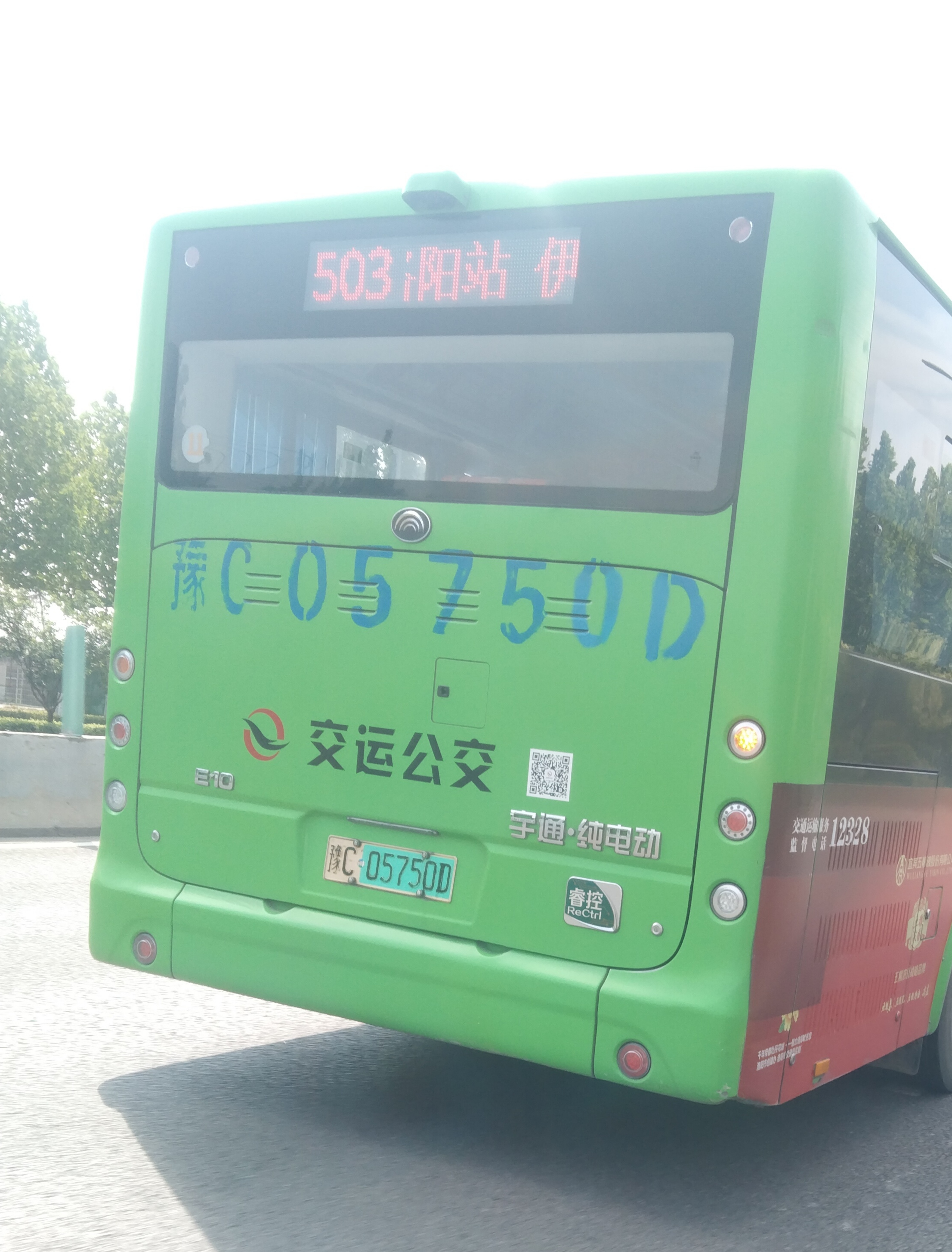
运营于洛阳交运集团的503路公交车

## 歷史
1948年，公司前身“豫西支前司令部洛阳运输站”成立。2011年6月，公司由原洛阳第一汽车运输集团有限责任公司、洛阳市第二汽车运输公司、洛阳市汽车运输公司三家骨干运输企业合并组建。2012年3月，公司完成整體改制。

## 安全事故
2017年2月8日，「豫CF5179」客车在福银高速B道278KM路段（泰宁往将乐方向）碰撞防护栏后翻车，造成4人死亡。主管機關裁定「对驾驶员的违法违规行为未能有效监管、安全生产规章制度执行不力」等主要责任。
2017年8月10日，「豫C88858」客车自成都驶往洛阳，途经京昆高速公路安康段秦岭一号隧道南口（1164km+930m）时，撞向隧道口发生交通事故。事故造成36人死亡，13人受伤。主管機關裁定「负有未组织监控人员开展岗位培训、动态监控平台未按规定设立超速行驶限值、未有效组织下属单位开展安全隐患排查整治工作」等主要责任，被中华人民共和国应急管理部纳入「安全生产失信联合惩戒」的“黑名单”管理。
2019年10月24日，因「安全主体责任落实不到位、企业安全管理混乱、交通安全隐患较多、发生致人死亡道路交通责任事故」等原因，洛阳交运集团被洛阳市交警支队列为10月份“黑榜”运输企业（单位）。